# Радиоизмерительные приборы

Индикаторный блок панорамного измерителя КСВН

Радиоизмери́тельные прибо́ры (электронные измерительные приборы, электронные средства измерений) — большая группа средств измерений, предназначенных для определения электрических, магнитных и электромагнитных величин, характеризующих работу радиотехнических и электронных устройств и систем. Исторически радиоизмерительные приборы (далее РИП) появились в результате развития электротехнических измерений, поэтому граница между группами радиоизмерительных и электроизмерительных приборов размыта.

## Состав и применение
Класс РИП охватывает средства измерений разных видов — не только собственно измерительные приборы, но и меры, измерительные преобразователи, измерительные установки, различные вспомогательные устройства.
В состав РИП входят самые разнообразные средства для измерений параметров радиоустройств и их компонентов, характеристик электрических сигналов, электромагнитного поля, электрических и магнитных свойств материалов.
РИП применяются в производстве и эксплуатации средств радиосвязи, радиолокации, радионавигации, вычислительной техники, автоматики и телемеханики, измерительной техники, бытовой электроники и других электронных устройств, а также в физических исследованиях, радиоастрономии, метрологии.
Большое значение РИП стали приобретать в конце XX века в связи с быстрым развитием средств связи и вычислительной техники.
Совместно с измерительными преобразователями (датчиками) радиоизмерительные приборы можно применять для измерения неэлектрических величин, благодаря чему они широко используются в различных областях науки, техники и в медицине.

## Классификация и обозначения
В России (ранее в СССР) классификация и обозначения РИП традиционно регулируются ГОСТ 15094, с развитием измерительной техники этот документ неоднократно подвергался изменениям и дополнениям. Стандарт устанавливает иерархическую древовидную систему классификации и обозначений:
группа → подгруппа (первый элемент обозначения, прописная русская буква) → вид (второй элемент, арабская цифра); далее в обозначении через дефис идет условный номер разработки внутри вида и, при необходимости, дополнительные элементы.
В обозначениях старых приборов иногда встречается буква К после видоопределяющего элемента, что означает что прибор имеет дополнительные функции, кроме основной. В обозначениях последних разработок (на рубеже 1980—1990-х годов) в качестве первого элемента обозначения перед буквой подгруппы добавлена буква «Р» (радиоизмерительный).
ГОСТ 15094 не распространяется на отраслевые контрольно-проверочные приборы, предназначенные для выполнения специальных измерений, эти приборы маркируются либо в соответствии с отраслевыми системами обозначений, либо имеют тривиальную маркировку.
В зарубежных странах, как правило, нет единых систем классификации и обозначений. В состав обозначения прибора обычно входят вербальный товарный знак и буквенно-цифровой индекс.

## Разбиение по подгруппам
В скобках обозначены те подгруппы, которые отсутствуют в последних редакциях ГОСТ 15094, однако, используются для приборов старых разработок:
- А — приборы для измерения силы тока
- (Б) — источники питания для измерений и радиоизмерительных приборов
- В — приборы для измерения напряжения
- Г — генераторы измерительные
- Д — аттенюаторы и приборы для измерения ослаблений
- Е — приборы для измерения параметров компонентов и цепей с сосредоточенными постоянными
- И — приборы для импульсных измерений
- (К) — комплексные измерительные установки
- Л — приборы общего применения для измерения параметров электронных ламп и полупроводниковых приборов
- М — приборы для измерения мощности
- Н — меры и калибраторы
- П — приборы для измерения напряженности поля и радиопомех
- Р — приборы для измерения параметров элементов и трактов с распределенными постоянными
- С — приборы для наблюдения, измерения и исследования формы сигнала и спектра
- У — усилители измерительные
- Ф — приборы для измерения разности фаз и группового времени запаздывания
- Х — приборы для наблюдения и исследования характеристик радиоустройств
- Ц — анализаторы логических устройств
- Ч — приборы для измерения частоты и времени
- (Ш) — приборы для измерения электрических и магнитных свойств материалов
- (Э) — измерительные устройства коаксиальных и волноводных трактов
- Я — блоки радиоизмерительных приборов

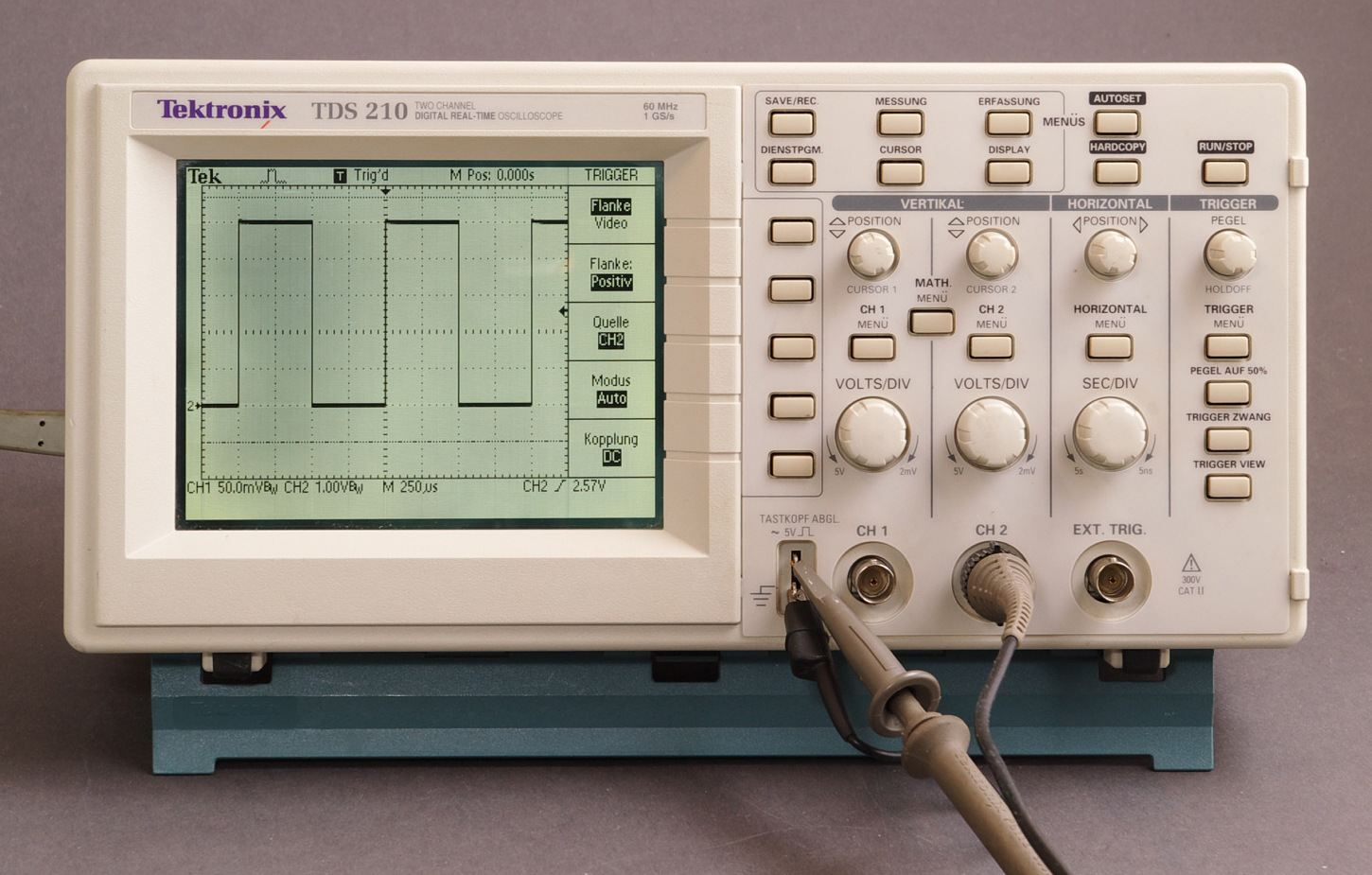
Цифровой осциллограф
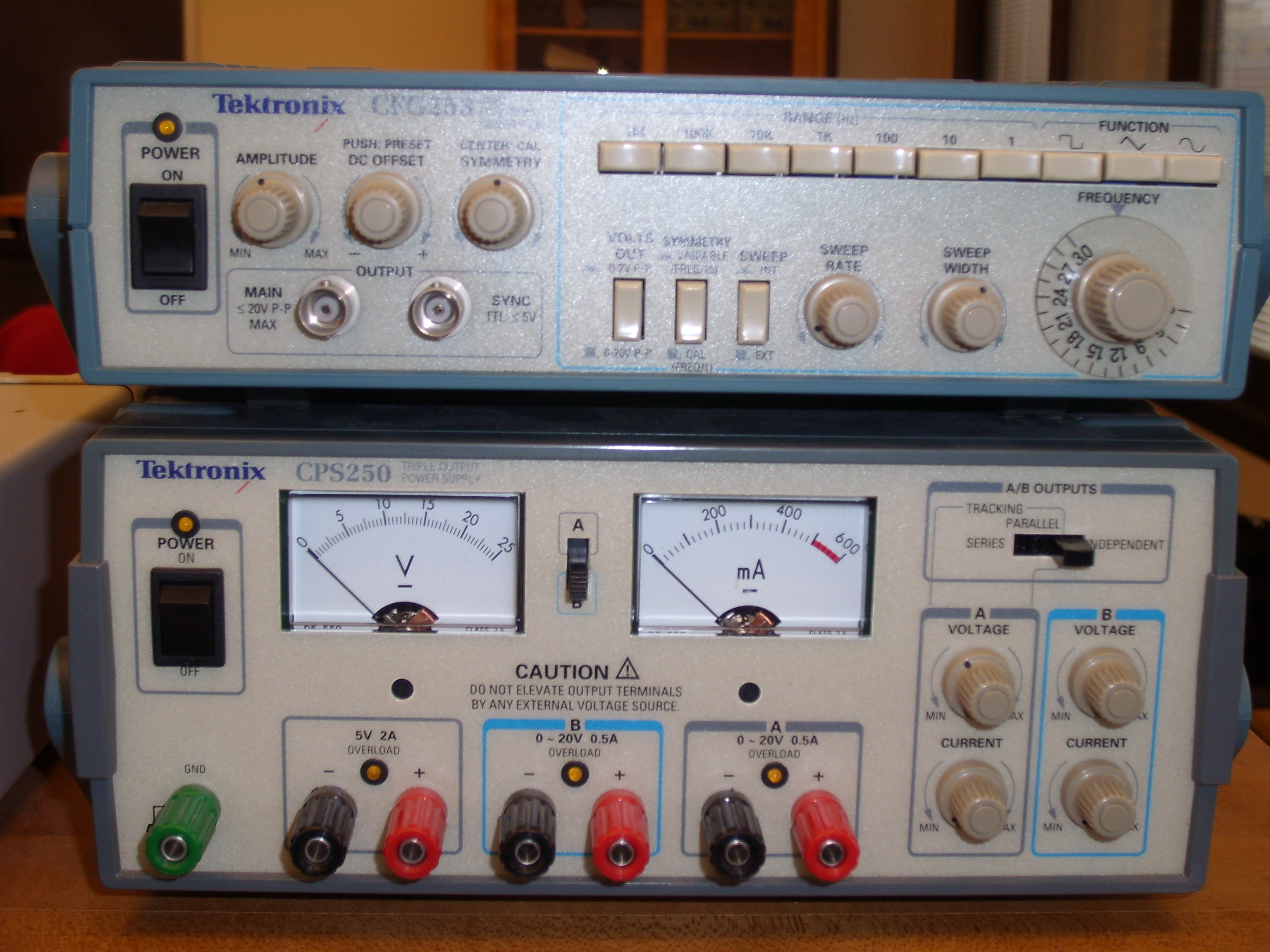
Приборы фирмы Tektronix
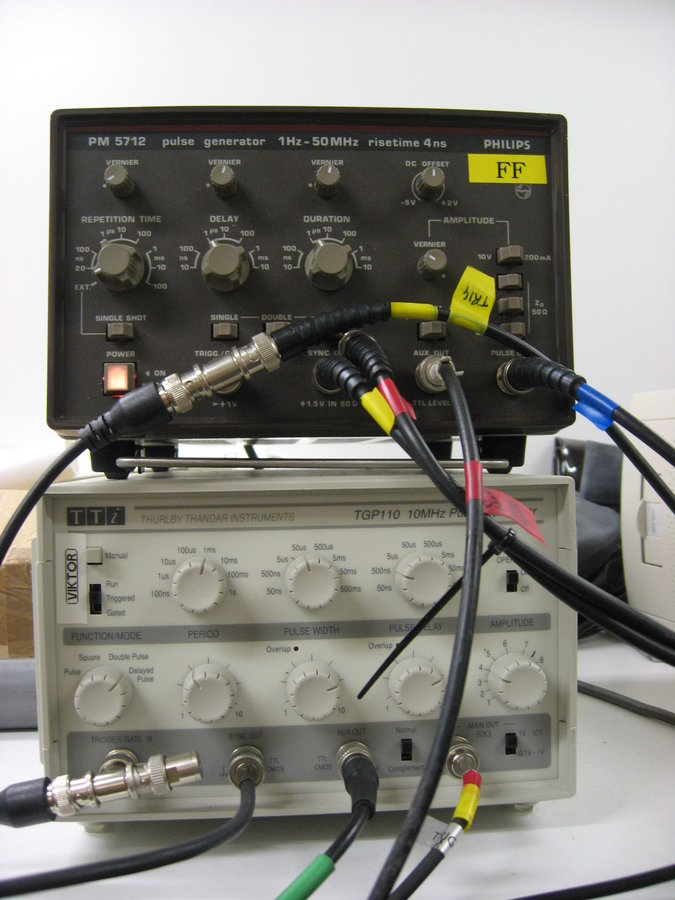
Генератор импульсов
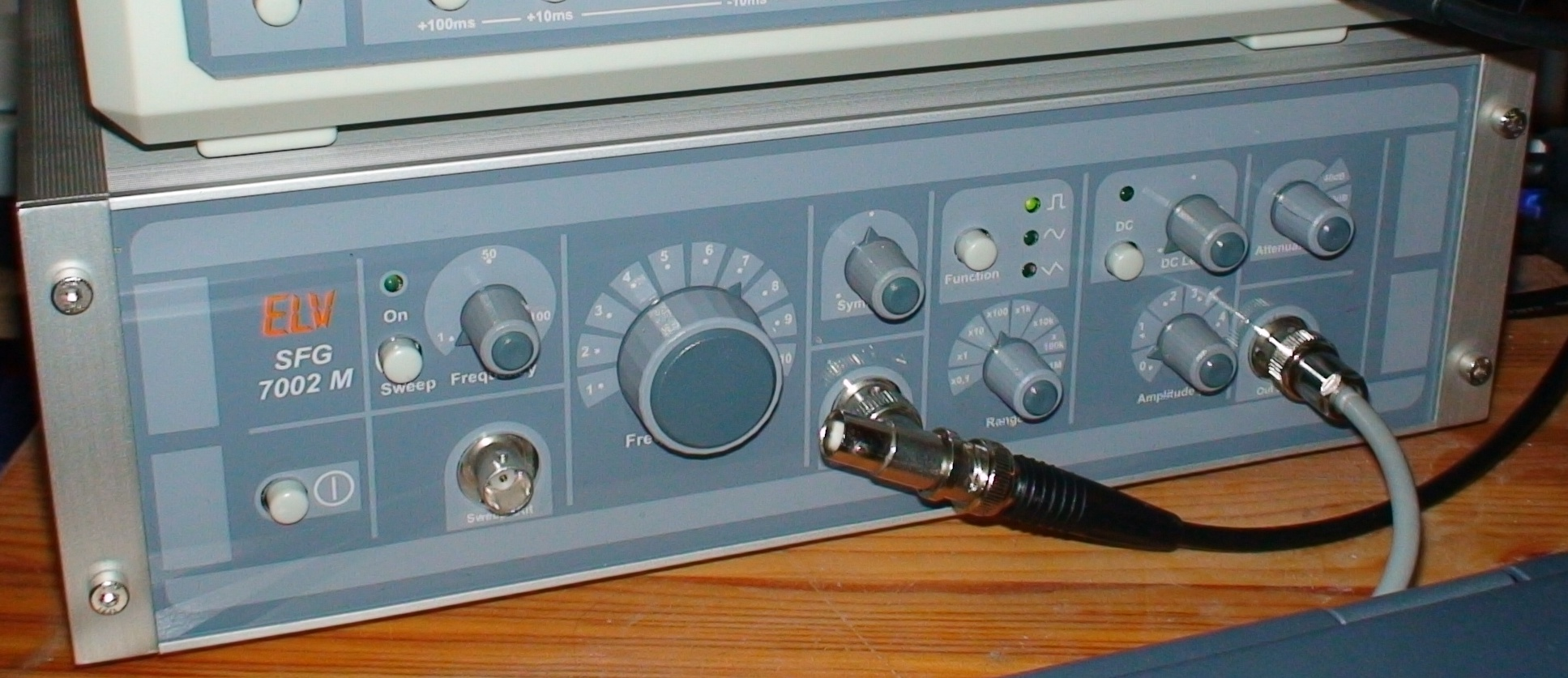
генератор сигналов специальной формы
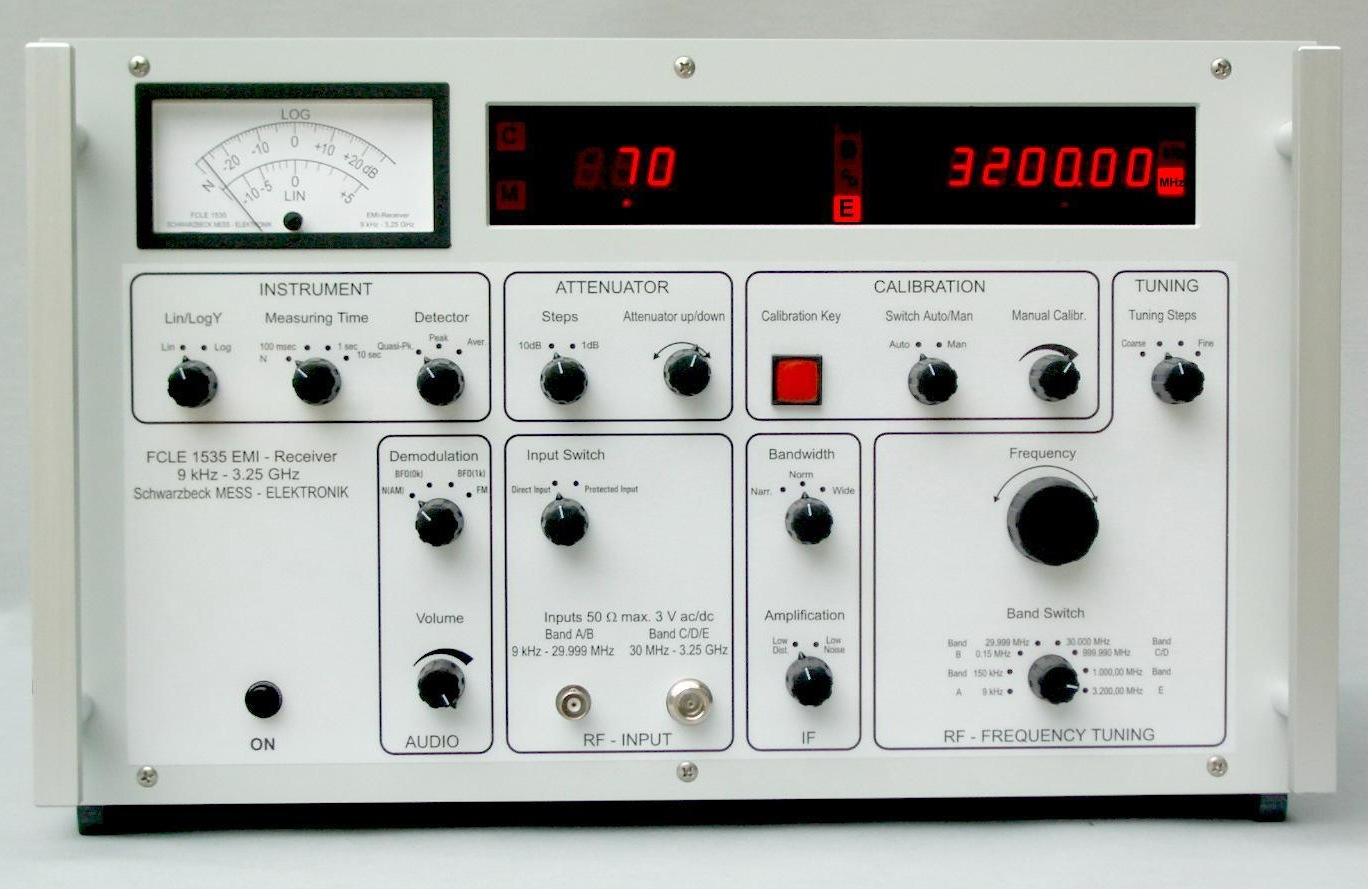
Измерительный приёмник
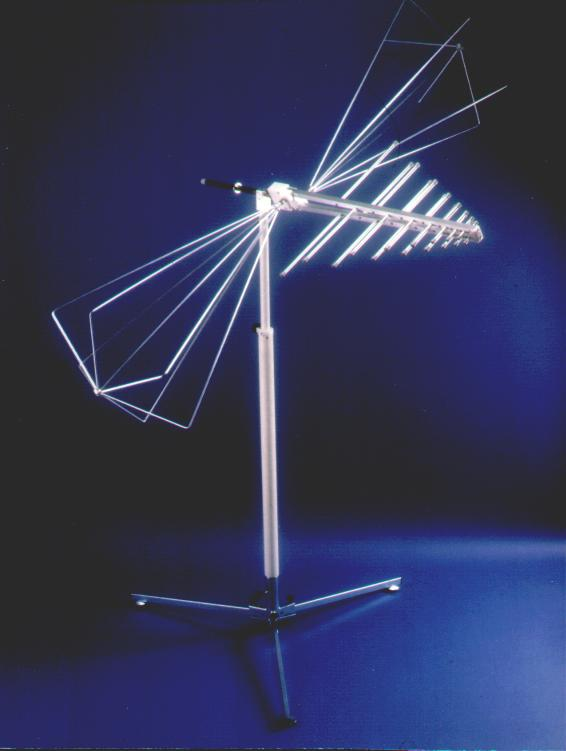
Измерительная антенна
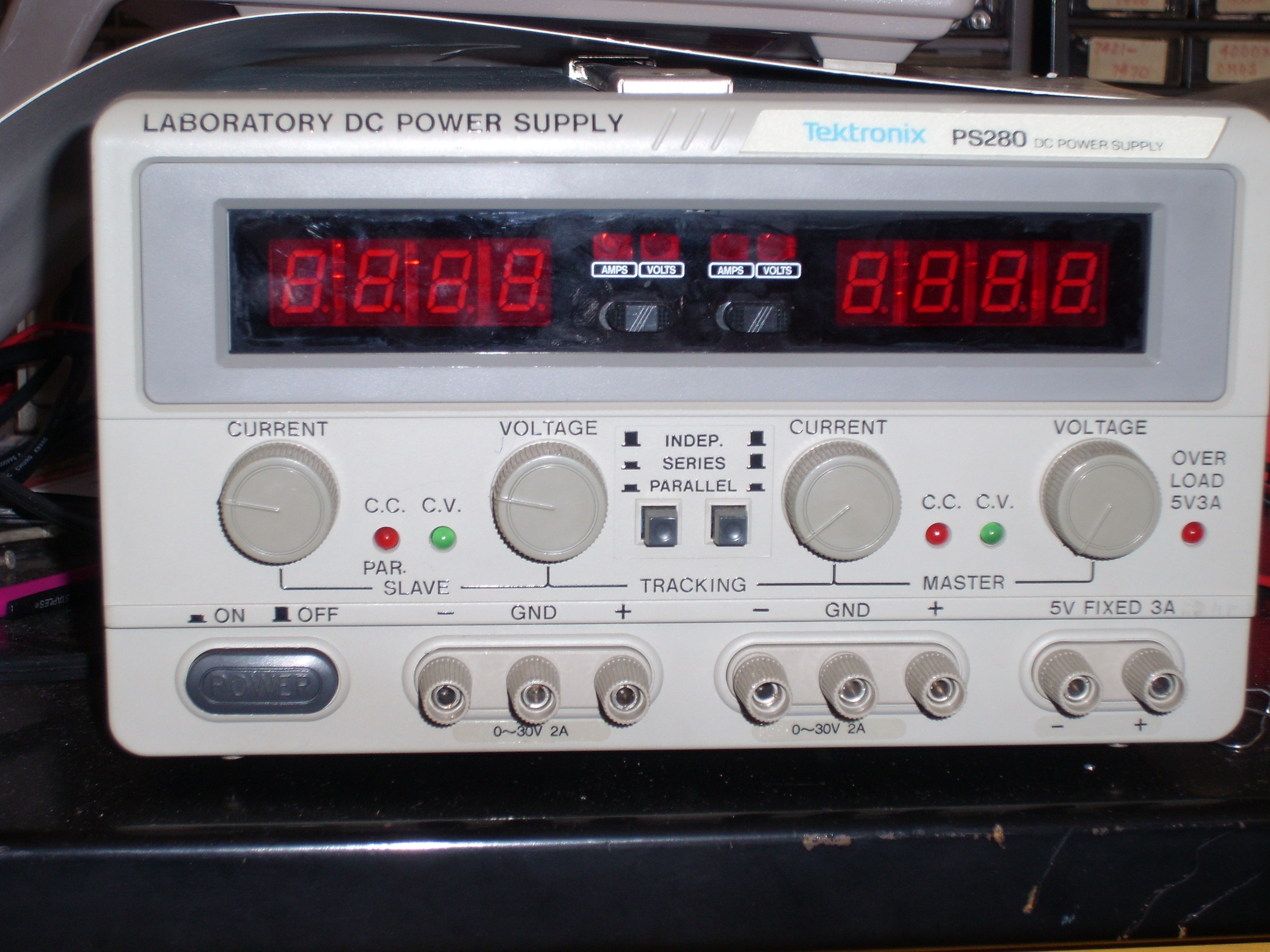
Лабораторный блок питания
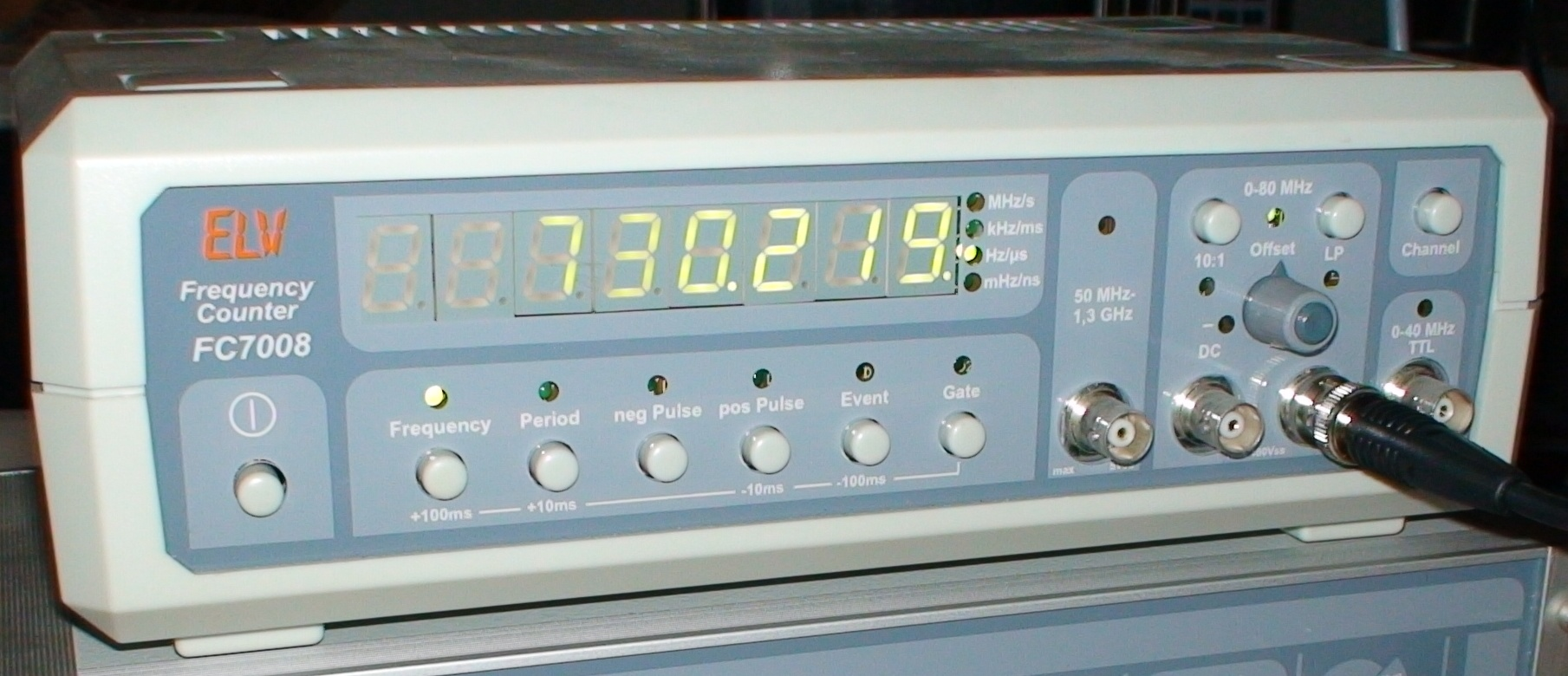
Электронно-счётный частотомер
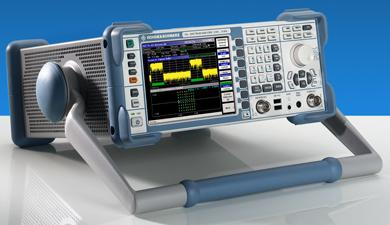
Анализатор спектра